# Chiesa di San Bennato
La chiesa di San Bennato (corruzione di San Menna) è un edificio di culto del XII secolo situato a Cavo, nel comune di Rio, all'isola d'Elba.
È un piccolo edificio in stile romanico, i cui ruderi, consistenti nelle sole fondamenta, si trovano in località Cavo a brevissima distanza dal mare. La sua prima attestazione documentaria risale al 1235 («...presbitero Iacobo ecclesie Sancti Menne Ilbe insule capellano...»). La struttura, ancora discretamente conservata nel XIX secolo, fu demolita intorno al 1910 per realizzare un vigneto. Dalle descrizioni di Giuseppe Ninci (1815) e Remigio Sabbadini (1919) si evince che il paramento murario era realizzato in bozze di calcare locale dall'accurata lavorazione, mentre la pavimentazione interna era costituita da «...parallelepipedi di pietra calcarea della grossezza e lunghezza del dito indice di un uomo...». Intorno all'edificio si trovavano alcune sepolture.